# Ридикове хронике
Ридикове хронике (енгл. The Chronicles of Riddick) је амерички научнофантастични фантазијски-пустоловни филм режисера Дејвида Туија из 2004. године, а по његовом сценарију.
Ричард Ридик (Вин Дизел), осуђеник са уцењеном главом, мора да се суочи са Некромонгерима, расом верских фанатика који систематски освајају планете.

## Радња
Нација религиозних фанатика, некромонгера, пробија се између звезда до Универзума смрти, где ће наводно постићи савршенство. На путу до тамо, некромонгери претварају планете у своју веру, а непослушне уништавају. Наратор Ереон примећује да се у таквим временима не бори само добро против зла. Посебно опасан галактички криминалац по имену Ридик је у бекству од прогонитеља на једној од планета. Захваљујући својим јединственим очима, он може да види у мрклом мраку, али је приморан да носи тамне наочаре на сунцу. Такође је веома јак, издржљив, суров и практично нерањив. Ловци на главе се надају да ће добити велику награду за њега. Успевају да отерају Ридика у ледене пећине, али се сам криминалац инфилтрира у њихов шатл када су кренули да га пронађу. Пита вођу ловаца на Тумс ко га је унајмио. Признаје да су муштерије са планете Хелион Прајм. Ридик узима шатл и лети са планете.
На Хелион Прајм, Ридик посећује Нову Меку и проналази муштерију - поштованог имама. Он објашњава да су плаћеници били једини начин да се пронађе Ридик. Имам говори о напретку некромонгера и ускоро ће они бити на овој планети. Ридик упознаје мудрог Ереона, који јој каже да се некромонгери боје само становника планете Фурије. Некромонгери су је давно уништили, али Ридик је вероватно једини преживели Фуријан. Службеници за спровођење закона покушавају да ухапсе Ридика, који узвраћа ударац и одбија да помогне. Затим имам прича о девојци коју је Џек требало да заштити, али је она побегла и завршила на планети Крематоријум.
Ноћу, армада некромонгера стиже на Хелион Прајм. Они брзо пробијају одбрану и позивају становништво да им се придружи. Ридик убија освајаче у мраку, али не успева да спасе имама. Ујутро, проповедник некромонгера позива преживеле да се предају. Ридик изазива и убија непријатељског генерала, привлачећи пажњу лорда маршала Некромонгера. Лорд маршал му даје генералски бодеж, јер по предању убици припада сва имовина убијеног. Затим нуди Ридику да му служи, али Ридик одбија. Тада га вођа некромонгера води на свој брод, где покушава да га склони на своју страну. Свештенице некромонгера осећају да је то Фуријанац и захтевају да се Ридик убије. Бекству помаже неочекивано пристигли Тумс, који је пронашао Ридика иза скривеног радио фара. Ловци на главе га одводе у крематоријум, где се налази најоштрији затвор у галаксији.
Лорд маршал наређује генералу Вејку да пронађе Ридика. Вејкова жена, Даме, пита заробљеног Ереона зашто лорд маршал толико жели да убије последњег Фуријана. Та говори о пророчанству према којем ће последњи Фуријан убити лорда маршала. Сазнавши за ову судбину, Лорд Маршал је наредио уништење свих Фурија и још увек је био уверен да му нико неће претити. Дама наговара човека да убије вођу некромонгера, јер ако се нечега плаши, онда је недостојан свог чина. Међутим, Вејко се не усуђује, јер је лорд маршал једном посетио Универзум смрти, што му је дало изузетну брзину.
Ловци на главе стижу у крематоријум. Током дана, површина ове планете постаје толико врућа да све сагорева у пепео, а ноћу је мраз. Ридик је одведен у подземни затвор, где је обешен на ланцу. Ридик успева да се ослободи и упознаје Џека, који је узео име Кира. Замера Ридику што је није спасао и покушава да га убије. Међутим, Ридик избегава ударац и Кира одлази. Ноћу, стражари пуштају звери које лове затворенике који нису отишли у ћелије. Ридик кроти звер и од Кире сазнаје како је доспела у затвор. На крају, Ридик открива да се пут до површине накратко отвара сваког дана како би ушао свеж ваздух, и он планира да побегне. Шеф затвора сазнаје за приближавање брода Некромонгера и сумња да им је Тумс отео Ридика. Он одбија да плати за Ридика, долази до туче током које умиру Тумсови саучесници. Надгледници беже, надајући се да ће стићи до јединог брода на површини. Ридик и Кира одлучују да их побегну. Придружују им се затвореници, група креће преко површине у време када температура није ни прениска ни превисока. Некромонгери под командом Вејко слећу на планету и хватају бегунце док су скоро стигли до брода. Проповедник даје Ридику поруку да се клони лорда маршала и тада ће преживети. Али такође напомиње да је некада био Фјури и нада се да Ридик неће послушати. Са овим речима проповедник излази да спава и гори. Узимајући свој брод, Ридик одлети да спаси Киру. Вејко, сигуран да је проповедник убио Ридика, извештава о успеху.
Ереон говори лорду маршалу да је Ридик сигурно преживео. Он хитно повлачи трупе из Хелион Прајма и спрема се да уништи планету експлозијама. Даме предлаже да Вејко пусти Ридика да убије лорда маршала. У то време, Ридик се налази на броду лорда маршала, прерушен у некромонгера. Он упада у престону собу, али вођа некромонгера је тамо поставио заседу. Он открива да је Кира већ претворена у некромонгера. Кира убеђује Ридика да прихвати нову веру, а онда он баца бодеж на лорда маршала. Боли само зликовца који изађе на борбу. Лорд маршал замало побеђује, али Кира му неочекивано забија нож у леђа и заузврат добија ране. Ваако хвата своје оружје и замахује према лорду маршалу, мислећи да ће он сада заузети његово место. Међутим, лорд маршал, бежећи, бива изложен Ридиковом бодежу. Кира умире и некромонгери се клањају Ридику као новом лорду маршалу. Ереон ово коментарише речима да ни она сада не зна до чега ће то довести.